# Mohamed Louaïl
 (janvier 2023).
Mohamed Louaïl est un artiste peintre et graveur algérien, né le 23 avril 1930 à Alger et mort le 20 juin 2011 dans la même ville. Il est considéré comme l'un des doyens de l'art moderne algérien avec ses pairs M'hamed Issiakhem, Mohammed Khadda, Abdallah Benanteur, Choukri Mesli, notamment.

## Biographie

### Jeunesse

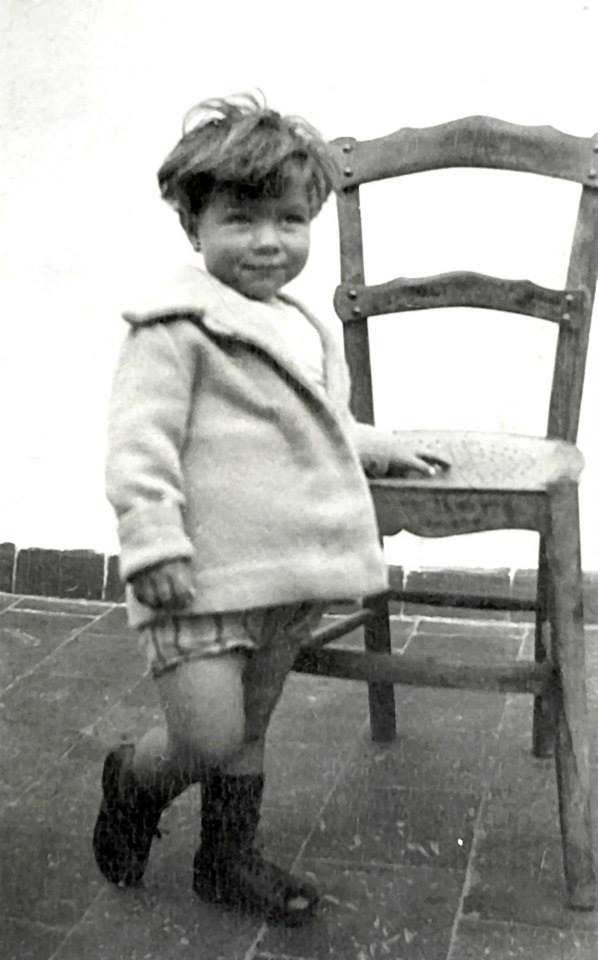
Mohamed Louaïl enfant.

Fils de Mounir, ouvrier menuisier-machiniste, et de Yamna Djilali, sœur de Abderrahmane Djilali, historien, homme de religion et de culture, Mohamed Louaïl naît à Belcourt, Alger, le 23 avril 1930. Cette filiation se retrouve dans son art qui mêle le soin des formes et de la parfaite exécution aux préoccupations intellectuelles ou spirituelles.
Il fréquente notamment l'école Darwin (aujourd'hui Benzineb), où ses dessins d'enfant, ont vite été remarqués.
En 1942, lors du débarquement des troupes alliées, il entre dans les Scouts musulmans algériens, école de nationalisme, et paradoxalement d'universalisme. C'est aussi pour lui l'entrée au collège du Champ de Manœuvres (aujourd'hui Lycée El Idrissi) où va grandir et s'affirmer sa vocation pour l'art.

### Formation
Louaïl fait ainsi ses études à l'École Nationale des Beaux-Arts d'Alger entre 1948 et 1951. Il est l'élève de Henri Laithier en sculpture, il apprend l'art de peindre chez Louis Fernez, la ronde-bosse sous la direction de Mohammed Racim et enfin la maîtrise de la gravure dans les ateliers de Jean-Eugène Bersier. En 1951, Louaïl obtient le prix de la Ville d’Alger et le grand prix d’honneur de l’École Nationale des Beaux-Arts.

### Carrière

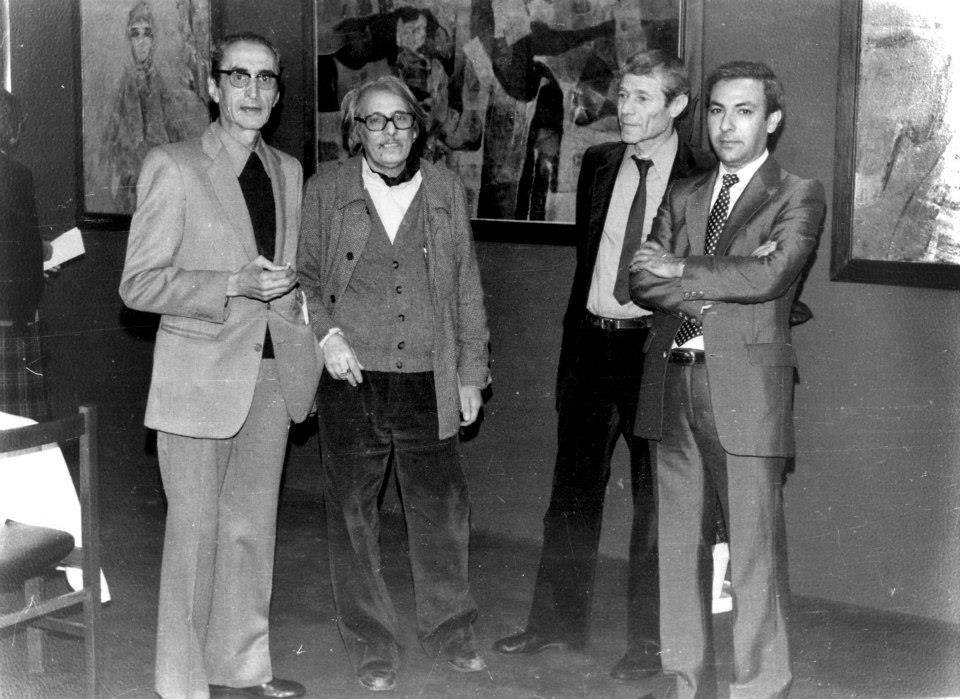
Mohamed Temam, Ali Ali khodja, Mohamed Louail et Ali Kerbouche.

Dès sa sortie d'école, il se rend à Paris avec M'Hamed Issiakhem. Les deux jeunes hommes sont émerveillés par la découverte de cette ville : c’était celle d’un laboratoire créatif cosmopolite. Il revient en Algérie. Deux ans plus tard, diplôme en poche, classé premier en gravure, il est recruté au service de l’Artisanat dirigé par Lucien Golvin.
À l'aube de l'indépendance de l'Algérie, il fait partie des 12 membres fondateurs de l'Union Nationale des Arts Plastiques. En 1964, il est à l’origine de la création et de la conception du Musée pour Enfants (Parc Mont-Riant, Alger) dont il assume la fonction de directeur de 1964 à 1995.
Mohamed Louaïl se consacre entièrement à son travail de conservateur du musée pour enfants d’Alger. Il peint très peu pendant deux décennies. Tandis qu'une porte sépare son bureau de directeur et son atelier, il s'interdit de produire durant ses horaires de travail par conscience professionnelle.
Les peintures les plus connues de Louaïl sont un portrait de femme datant de 1987 : la femme porte une robe kabyle et un foulard, aux tonalités ocre et rouge, dominées par un fond noir. Datant aussi des années 1980, un autre portrait de femme est réalisé d’une manière beaucoup plus schématique qui l’apparente au cubisme des années trente. Un pot de fleur de la même époque l’apparente à une figuration libre imprégnée de l’esprit d’Odilon Redon, de Matisse et de Cézanne.
En fin de carrière, Louaïl revient à l'art de la maturité et son amour précoce la gravure : il réalise une série de 29 estampes non-figuratives dans lesquelles il exprime sa discrétion, son silence magistral et son sens du détail.

## Expositions
Mohamed Louaïl participe principalement à des expositions collectives, ses expositions individuelles étant plus tardives. La première a lieu en 1997 et est organisée par le musée national des Beaux-Arts d'Alger. La seconde est un hommage organisé en 2006 par le musée Nasredine Dinet de Bousaâda, qui donne vie à un ouvrage sur son parcours et son œuvre.
En 2007, il participe à l'exposition « Les Maîtres de la gravure algérienne, Benanteur- Khadda- Louaïl », dans le cadre « Alger, Capitale de la culture arabe, 2007 ».

## Œuvres majeures

### Peinture à l'huile
- Carafe (38 x 46 cm) – 1950 - Collection Musée des Beaux-Arts d’Alger
- Autoportrait (46 x 38 cm) – 1954 - Collection Musée des Beaux-Arts d’Alger
- Nature morte (60 x 37 cm) – 1955 - Collection privée
- L’ile de la Grande Jatte (65 x 54 cm) – 1957 - Collection privée
- Spasme (61 x 82 cm) – 1958 - Collection Musée des Beaux-Arts d’Alger
- Nature morte (60 x 92 cm) – 1960 - Collection Musée des Beaux-Arts d’Alger
- Planche à pain (50 x 61 cm) – 1970 - Collection privée
- Echiquier (42 x 60 cm) – 1972 - Collection Musée d’Art Moderne d’Alger
- Echiquier (25 x 36 cm) – 1972 - Collection Musée d’Art Moderne d’Alger
- Damné, debout ! (41 x 33 cm) – 1972 - Collection Musée d'Art Moderne d'Alger
- Quotidien (69,5 x 28,5 cm) – 1972 - Collection Musée des Beaux-Arts d’Alger
- Espiègle (38 x 30 cm) – 1975 - Collection privée
- Femme à la fouta (51 x 37,5 cm) – 1977 – Collection Musée d'Art Moderne d'Alger
- L’homme au turban (45,5 x 33,5 cm) – 1977 - Collection Musée d'Art Moderne d'Alger
- Paysage (32,5 x 40,5 cm) – 1977 - Collection Musée Nasr-Eddine Dinet (Bou Saâda)
- Nature morte (60,5 x 50 cm) – 1982 - Collection Musée Nasr-Eddine Dinet (Bou Saâda)
- Rondeur (14 x 11 cm) – 1986 - Collection privée
- Casbah (33 x 25 cm) – 1988 - Collection privée
- Casbah (33,5 x 41 cm) – 1989 - Collection privée
- Bande dessinée (73 x 92 cm) - Collection Musée d'Art Moderne d'Alger
- Nature morte (La pomme) – (60 x 36,5 cm) – 1991 - Collection Musée d'Art Moderne d'Alger
- Confiscation (38 x 45,5 cm) – 1991 - Collection Musée d'Art Moderne d'Alger
- Femme au bain (61 x 47 cm) – 1991 - Collection Musée des Beaux-Arts d’Alger
- Déshérence (58 x 49,5 cm) – 1991 - Collection Musée d'Art Moderne d'Alger
- Mascarade (61 x 50,5 cm) – 1991 - Collection privée
- Neurones (57,5 x 41,5 cm) – 1991 - Collection Musée des Beaux-Arts d’Alger
- Visite au musée (56 x 42 cm) – 1993 – Collection Musée Cirta – Constantine
- Pudeur (57,5 x 46 cm) – 1993 - Collection Musée d'Art Moderne d'Alger
- Elucubration (46 x 33 cm) – 1993 - Collection Musée d'Art Moderne d'Alger
- Torsade (27,5 x 43,5 cm) – 1993 - Collection privée
- Composition au damier (45 x 37 cm) – 1993 - Collection Musée d'Art Moderne d'Alger
- Qu’elle était verte ma vallée (50 x 60 cm) – 1993 - Collection Musée des Beaux-Arts d’Alger

### Fusains
- Désarroi (33 x 23cm), 1985, collection privée
- Frisson (55,5 x 41,5cm), 1985, collection du Musée d’Art Moderne d’Alger
- La source (37 x 26 cm), 1985, collection du Musée d’Art Moderne d’Alger
- Grosse têtes (38 x 48 cm), 1985, collection du Musée d’Art Moderne d’Alger
- Déstructuration (55 x 40 cm), 1985, collection du Musée d’Art Moderne d’Alger
- Naissance d’Eve (44 x 56 cm), 1985, collection du Musée d’Art Moderne d’Alger
- Ciné-Pop (56 x 43 cm), 1986, collection du Musée d’Art Moderne d’Alger
- Femme d’Alger (44 x 52 cm), 1986, collection du Musée d’Art Moderne d’Alger
- Cloisonnement (24 x 34 cm), 1986, collection du Musée Cirta, Constantine
- Songe (49,5 x 41,5 cm), 1986, collection du Musée d’Art Moderne d’Alger
- Fuite du temps (30 x 20 cm), 1986, collection du Musée d’Art Moderne d’Alger
- Ultime combat en hommage à M'hamed Issiakhem (57,5 x 38,5 cm), 1986, collection du Musée d’Art Moderne d’Alger
- Maternité
- Quel temps fait-il (41 x 33 cm), 1986, collection privée
- Souffre douleur (30 x 20 cm), 1986, collection du Musée d’Art Moderne d’Alger
- Bande dessinée (44 x 59 cm), 1989, collection du Musée d’Art Moderne d’Alger
- Femme d’Alger (54 x 39 cm), 1989, collection du Musée d’Art Moderne d’Alger
- Femme à la fleur (59 x 44 cm), 1990, collection du Musée des Beaux-Arts d’Alger
- L’enjeu (52 x 37 cm), 1990, collection du Musée d’Art Moderne d’Alger
- La demande en mariage (51 x 39 cm), 1990, collection du Musée d’Art Moderne d’Alger
- Promesses (55 x 40 cm), 1990, collection du Musée d’Art Moderne d’Alger
- Le fou de la reine (44 x 59 cm), 1990, collection du Musée d’Art Moderne d’Alger

### Pastels
- Maternité (30 x 20 cm), 1985, collection privée
- Femme à la Fouta
- Humeur (47 x 33 cm), 1985, collection du Musée d’Art Moderne d’Alger
- Femme au couffin (37 x 27 cm), 1986, collection Djamel Lahlou
- Saisons (28 x 48 cm), 1986, collection du Musée d’Art Moderne d’Alger
- Autoportrait (29,5 x 19 cm), 1986, collection du Musée des Beaux-Arts d’Alger
- In Vitro (38 x 28 cm), 1989, collection du Musée d’Art Moderne d’Alger
- La femme au masque (53 x 42 cm), 1989, collection du Musée d’Art Moderne d’Alger
- Maternité
- Obsidienne (53 x 36 cm), 1989, collection du Musée des Beaux-Arts d’Alger
- Toilette (59 x 44 cm), 1989, collection privée
- Casbah
- Mirobolant (49 x 37 cm), 1989, collection privée
- Contre courant (52 x 40 cm), 1990, collection du Musée d’Art Moderne d’Alger
- L'homme au turban
- Psyché (42 x 30 cm), 1990, collection du Musée d’Art Moderne d’Alger
- Le conteur (37 x 27 cm), 1990, collection du Musée d’Art Moderne d’Alger
- Hommage à Issiakhem (43 x 58,5 cm), 1990, collection du Musée d’Art Moderne d’Alger
- Parturiente (37 x 27 cm), 1990, collection du Musée d’Art Moderne d’Alger
- Repli (37 x 27 cm), 1990, collection du Musée d’Art Moderne d’Alger
- Séparation (37 x 27 cm), 1990, collection du Musée d’Art Moderne d’Alger
- Shopping (37 x 27 cm), 1990, collection privée
- Sable d'or (26 x 36 cm), 1990, collection du Musée d’Art Moderne d’Alger
- Corvée d'eau (37 x 27 cm), 1990, collection privée
- Maternité ou Mabrouk (37 x 27 cm), 1990, collection du Musée d’Art Moderne d’Alger
- Pas touche (37 x 27 cm), 1990, collection du Musée d’Art Moderne d’Alger
- Pochette surprise (36 x 27 cm), 1990, collection du Musée d’Art Moderne d’Alger
- Bifurcation (26 x 36 cm), 1990, collection du Musée d’Art Moderne d’Alger
- L'émissaire (26 x 36 cm), 1990, collection du Musée d’Art Moderne d’Alger
- Les musiciens (36 x 26 cm), 1990, collection du Musée d’Art Moderne d’Alger
- M'as-tu vu (37 x 27 cm), 1990, collection du Musée d’Art Moderne d’Alger
- Le modèle et son peintre
- Le maître d’école (27 x 37 cm), 1990, collection du Musée d’Art Moderne d’Alger
- L'espoir fait vivre
- Redjla (37 x 27 cm), 1990, collection du Musée d’Art Moderne d’Alger
- Tant va la cruche à l’eau… (36,5 x 27 cm), 1990, collection du Musée d’Art Moderne d’Alger
- Portrait de femme
- Nature morte
- Errance (52,5 x 37,5 cm), 1991, collection du Musée d’Art Moderne d’Alger
- Interrogation (42 x 38 cm), 1991, collection du Musée d’Art Moderne d’Alger

### Gravures
- Ove matricielle (14 x 20 cm), 04/1988
- Nord – Sud (14 x 20 cm), 04/1988
- Paradis perdu (17 x 11,3 cm), 08/1988
- 5 octobre (21 x 14 cm), 10/1988
- Méditerranée (13 x 12 cm), 12/1988
- Survol (25 x 13,5 cm), 02/1989
- Jusqu’où ? (19,5 x 13,5 cm), 02/1989
- Genèse (21,3 x 12,4 cm), 02/1989
- Casbah à la truelle (11 x 15 cm), 03/1989
- Casbah au chat (19 x 15 cm), 03/1989
- Casbah au cactus
- Pastorale (23 x 12 cm), 03/1989
- Brodeuse (18 x 13 cm), 03/1989
- Fantasmes (15 x 18 cm), 03/1989
- Lourd fardeau
- Promesses
- Imbrication (15 x 11 cm), 04/1989
- Rose (16 x 11 cm), 04/1989
- Point noué (19 x 15 cm), 04/1989
- Le temps d’apprendre à vivre… (15 x 11 cm), 04/1989
- Enfermement (22 x 14 cm), 06/1989
- Le chat de gouttière
- Toilette (19 x 15 cm), 02/1992
- Fuite du temps
- Psyché (15 x 11 cm), 03/1992
- Floraison (21 x 14 cm), 07/1992
- Loin du bruit (16 x 20,7 cm), 01/1993
- Grand large (21 x 16 cm), 04/1995
- Le fou de la reine (16,5 x 21,5 cm), 01/1998

### Sculpture

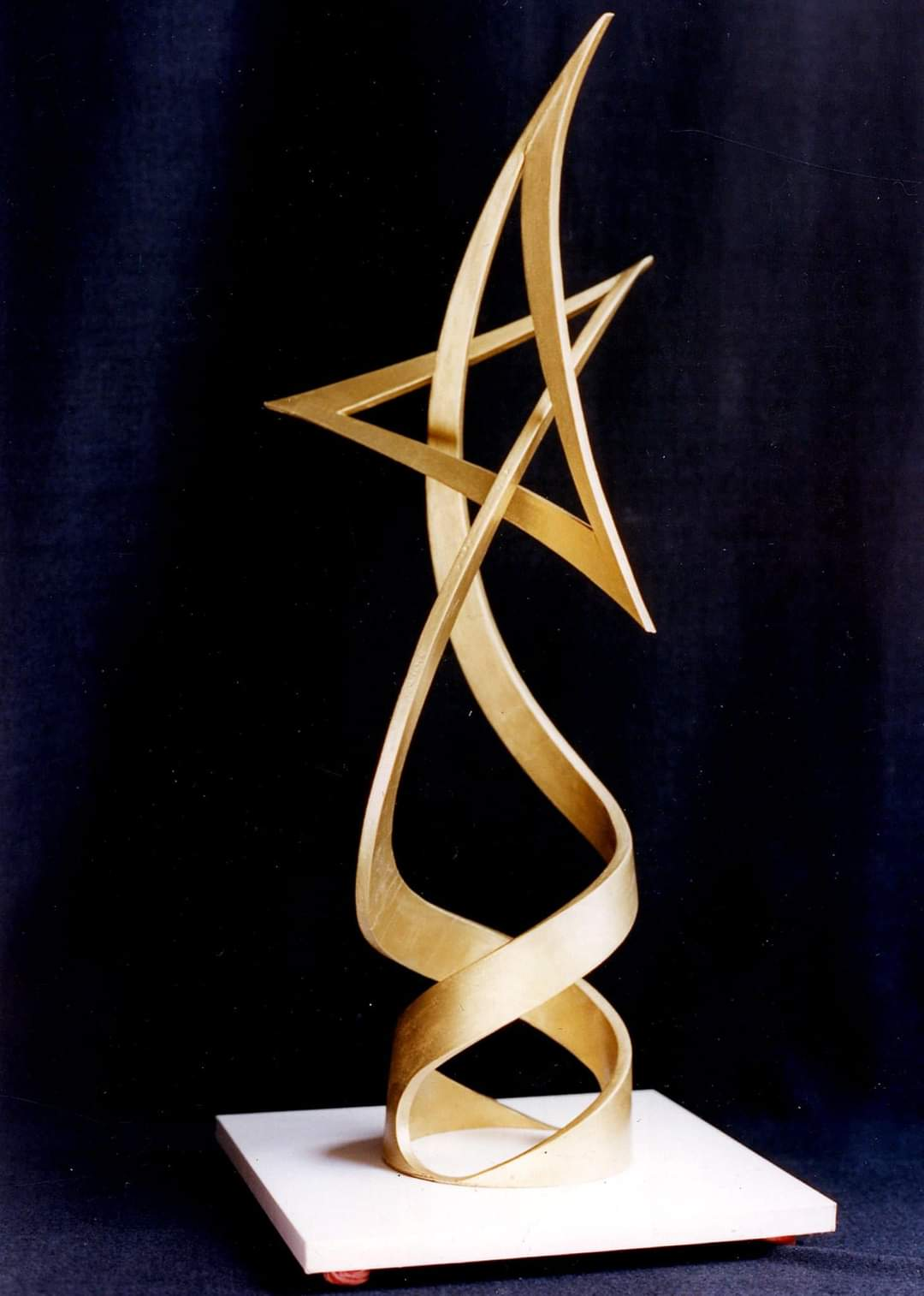
Maquette de la structure monumentale à partir du motif central de l'emblème national d'Algérie.

L'œuvre puise ses éléments constitutifs dans le répertoire sémiotique national.
L'idée d'un monument projetant dans l'espace le motif central de l'Emblème National a germé dès les débuts de l'Indépendance. Sur le papier, de nombreuses analyses et esquisses de formes ont été étudiées.
Une première réalisation aboutit, en 1981, à la réalisation d'une maquette pouvant servir de monument commémoratif (maquette).
Cependant les recherches continuent. En 1988, le travail se développe en hauteur dans l'espace : le résultat est actuellement cristallisé sur deux ensembles assez voisins (deux maquettes).
Il s'agit donc, à partir du Croissant et de l’Etoile, qui sont les signes institutionnels et civilisationnels du Drapeau de la Nation, de construire, dans les trois directions de l'espace, un ensemble de formes réalisant une structure légère et aérée. Cependant, l'aspect général, l'image de chaque élément, qui changent avec la lumière et selon l'angle d'observation, suggèrent toujours la nature de la composante symbolique du monument. Les ombres portées contribuent à la mobilité et à la variété du résultat esthétique. Leur déplacement circadien, sur une surface convenablement graduée, pourrait marquer les étapes du jour.
Certains éléments de la structure suggèrent alors l’image d’une flamme,, Symbole de vie, mais, aussi marque du Respect et du Souvenir pour l’Histoire et ses Héros.
L’œuvre devient un symbole complet et grandiose : elle unit les symboles fondamentaux de la Nation,, croissant, Etoile -, à ceux de la Vie : images toujours changeantes, qui traduisent l’écoulement du Temps et son influences sur toutes les apparences…
Réalisée sur une hauteur importante (supérieure à six mètres), la sculpture répond, par son contenu et son esthétique, à l’esprit d’un monument d’importance nationale, symbole de Civilisation et d’Histoire,qui restera gravé dans l'histoire de l'art algérien .

#### Articles de presse d'Algérie
- Ab. Allouache, « Portrait de Mohamed Louaïl «Ouvrier de l’art» », Algérie-Actualité du 08 au 14 mai 1986.
- Larbi Oucherif, « Je vais vous montrer », Algérie-Actualité du 23 février au 1er mars 1993.
- Abderrahmane Djelfaoui, « De Belcourt à la cour des belles », El Watan du 22 décembre 1997.
- « Mohamed Louaïl expose au Musée National des Beaux Arts », El-Moudjahid du 23 décembre 1997.
- Kader B., « La création solitaire », L’Authentique du 23 décembre 1997.
- APS, « Les œuvres de Mohamed Louaïl au Musée national des Beaux-Arts », Horizons du 25 décembre 1997.
- Meriem A., « Ombres gardiennes », Le Matin du 29 décembre 1997.
- Ameziane Ferhani, « Mohamed Louaïl, l’Artiste gentleman », Supplément Arts et lettres, El Watan du 5 juin 2010.
- Ameziane Ferhani, « Le gentleman se retire », El Watan du 21 juin 2011.

#### Articles de presse de France
- Pierre Boulnois, « Art de vivre », La marseillaise du 15 mai 1997.
- Alain Peynichou, « Gravures de Mohamed Louaïl », La marseillaise du 19 septembre 1997.
- Alain Peynichou, « Mohamed Louaïl parmi ses amis », La marseillaise du 2 octobre 1997.
- Corrine Mantelli, « Peinture et calligraphie algériennes », Le SeptéMois, novembre-décembre 1997.
- « Mohamed Louaïl à la Tribillane », La Cabre d’Or, Hiver 1997.